# Benders
Benders är ett svenskt företag inom byggnadskonstruktion som är ett av Sveriges största. Benders tillverkar bland annat takpannor, marksten och kantsten.

## Historia
1960 köpte Karl-Erik Bender en takpannemaskin tillsammans med sin pappa och bror och startade företaget Benders. Karl-Eriks pappa Knut blev produktionsansvarig medan Karl-Erik åkte runt i länet och sålde takpannor. Företaget blev efter fyra år den största takpannefabriken i Sverige. Benders styrs och ägs fortfarande av familjen Bender. Karl-Erik är styrelseordförande och sonen Ove började jobba i fabriken och är sedan 1996 verkställande direktör och koncernchef.
Huvudkontoret ligger kvar i Edsvära, där företaget hade sin början. I koncernen ingår även Stall & Stuteri Palema, som tränar och föder upp travhästar.